# Pönttösaari (ö i Södra Savolax, Nyslott, lat 61,60, long 28,65)
Pönttösaari är en ö i Finland. Den ligger i sjön Pihlajavesi och i kommunen Sulkava i den ekonomiska regionen  Nyslotts ekonomiska region  och landskapet Södra Savolax, i den sydöstra delen av landet, 250 km nordost om huvudstaden Helsingfors. Öns area är 0,2 hektar och dess största längd är 90 meter i sydöst-nordvästlig riktning.